# Punta Gorda (Florida)
Punta Gorda és una població dels Estats Units, seu del comtat de Charlotte, a l'estat de Florida. Segons el cens del 2007 tenia 16.762 habitants.

## Demografia
Segons el cens del 2000, Punta Gorda tenia 14.344 habitants, 7.165 habitatges, i 5.187 famílies. La densitat de població era de 391,1 habitants/km².
Dels 7.165 habitatges en un 8,3% hi vivien nens de menys de 18 anys, en un 66,8% hi vivien parelles casades, en un 4,3% dones solteres, i en un 27,6% no eren unitats familiars. En el 24,1% dels habitatges hi vivien persones soles el 15,9% de les quals corresponia a persones de 65 anys o més que vivien soles. El nombre mitjà de persones vivint en cada habitatge era d'1,97 i el nombre mitjà de persones que vivien en cada família era de 2,27.
Per edats la població es repartia de la següent manera: un 8,2% tenia menys de 18 anys, un 2,1% entre 18 i 24, un 9,9% entre 25 i 44, un 33,4% de 45 a 60 i un 46,4% 65 anys o més.
L'edat mediana era de 64 anys. Per cada 100 dones de 18 o més anys hi havia 88,9 homes.
La renda mediana per habitatge era de 48.916 $ i la renda mediana per família de 54.879 $. Els homes tenien una renda mediana de 34.054 $ mentre que les dones 26.125 $. La renda per capita de la població era de 32.460 $. Entorn del 4,7% de les famílies i el 6,5% de la població estaven per davall del llindar de pobresa.

## Poblacions més properes
El següent diagrama mostra les poblacions més properes.